# 샬라몽타뉴
샬라몽타뉴 (Challes-la-Montagne)는 프랑스 오베르뉴론알프 앵주의 코뮌이다.

## 지리
샬라몽타뉴는 앵 계곡에 자리한 마을이다. 레사르, 세뉴, 생탈방, 퐁생, 세리에르쉬랭 등의 코뮌과 경계를 이룬다.

## 역사
13세기부터 문헌상에 처음으로 언급되는 마을로, 원래 이름은 '샬' (Challes)이었다. 2006년 7월 9일부터 지금의 '샬라몽타뉴'로 이름이 바뀌었다.

## 인구
| 연도 | 인구 | ±%    |
| ---- | ---- | ----- |
| 2006 | 189  | —     |
| 2007 | 187  | −1.1% |
| 2008 | 186  | −0.5% |
| 2009 | 183  | −1.6% |
| 2010 | 179  | −2.2% |
| 2011 | 175  | −2.2% |
| 2012 | 179  | +2.3% |
| 2013 | 181  | +1.1% |
| 2014 | 185  | +2.2% |
| 2015 | 189  | +2.2% |
| 2016 | 193  | +2.1% |

## 같이 보기
- 앵 주의 코뮌 목록